# Стив Арчибалд
Стивън Арчибалд (на английски: Steven Archibald), по-популярен като Стив Арчибалд е бивш шотландски футболист и настоящ треньор по футбол. Играл е като нападател, един от най-великите голмайстори на Шотландия. Името му е записано в Музея на славата на Шотландската футболна федерация през 2009 г. С националния отбор на Шотландия участва на две световни първенства – 1982 и 1986.

## Успехи
Абърдийн
- Шампион на Шотландия (1): 1979/80

 Тотнъм
- ФА Къп (2): 1980/81, 1981/82
- Къмюнити Шийлд (1): 1981
- Купа на УЕФА (1): 1983/84

 Барселона
- Шампион на Испания (1): 1984/85